# Jordanes
Jordanes (ook Jornandes, Jordanis, Iordanes, Iordanis) († na 552) was een Gotische geschiedschrijver uit de zesde eeuw. 

## Leven
Over Jordanes' leven is weinig bekend. Hij is vermoedelijk geboren op de Balkan en beheerste de Latijnse en Griekse taal. Uit zijn werk kunnen we opmaken dat hij in Constantinopel contact had met Cassiodorus Senator. Voordat hij zijn werken op papier zette, was hij werkzaam als secretaris voor een hoge gotische officier, Gunthigis. Mogelijkerwijs trad hij later toe tot de geestelijke stand.

## Werken
Het belangrijkste geschrift van zijn hand is de De origine actibusque Getarum dat handelt over de geschiedenis van de Goten.